# Ботанічний сад (Лодзь)

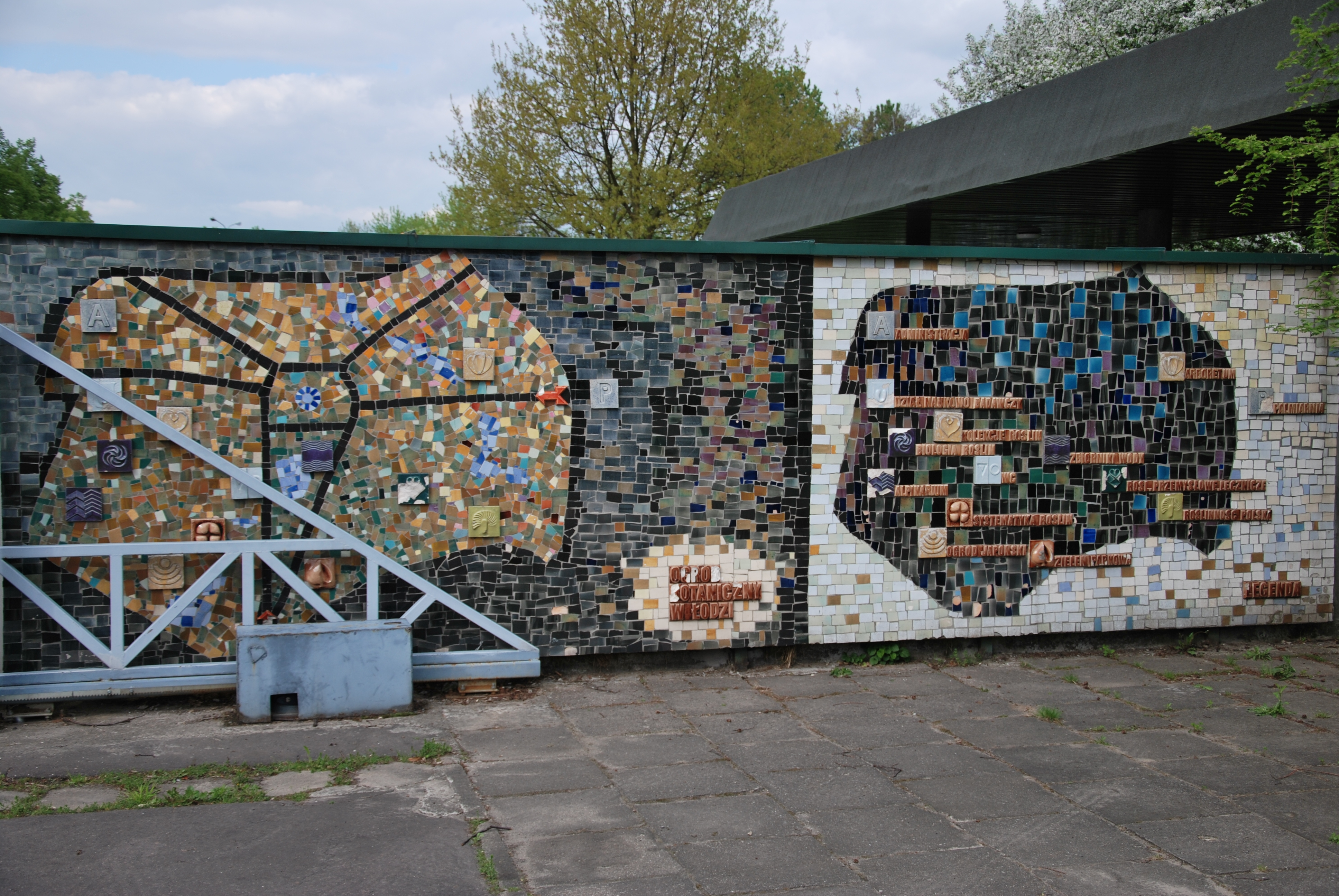
Мапа лодзького ботанічного саду

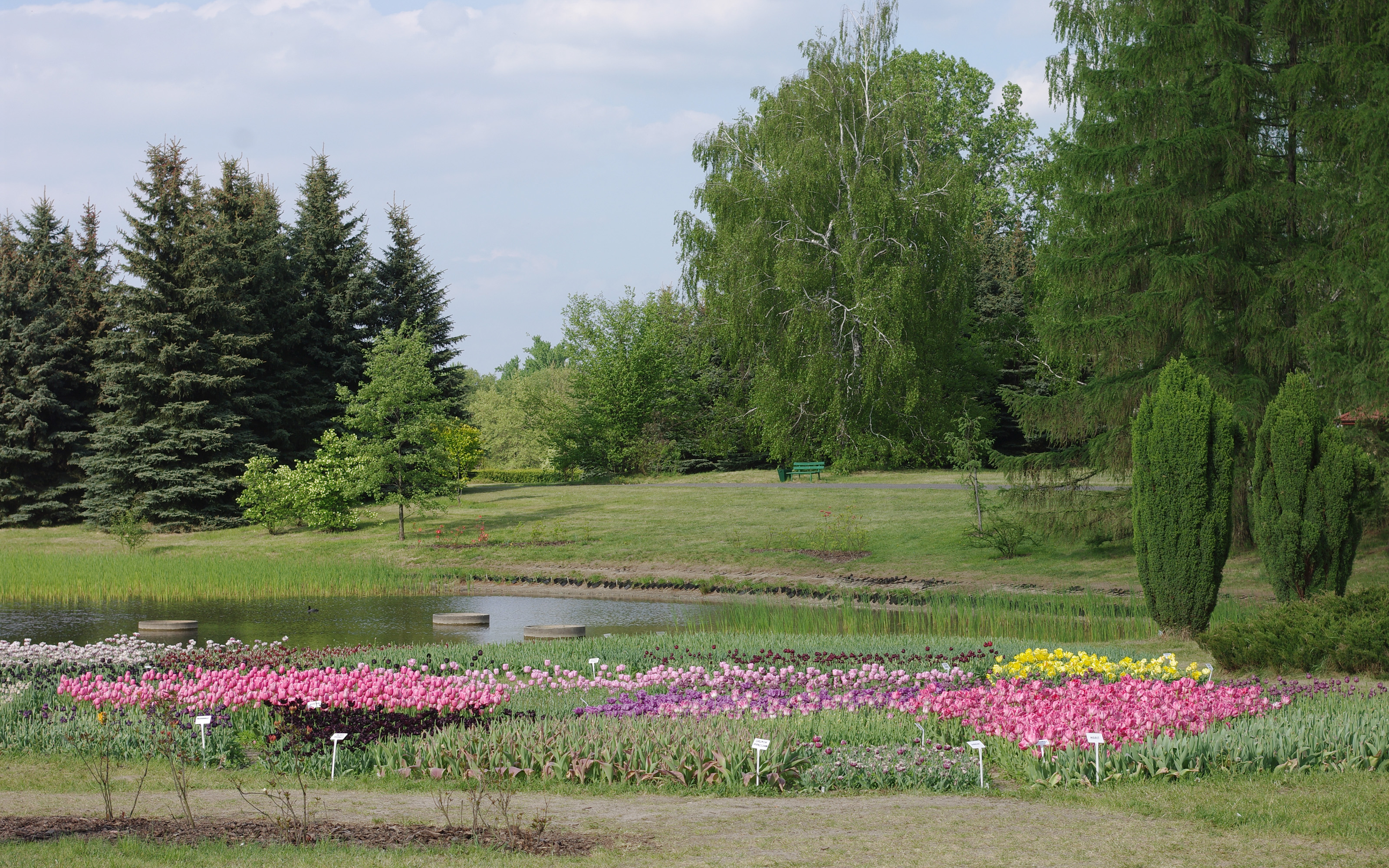
Квітучі тюльпани над ставком

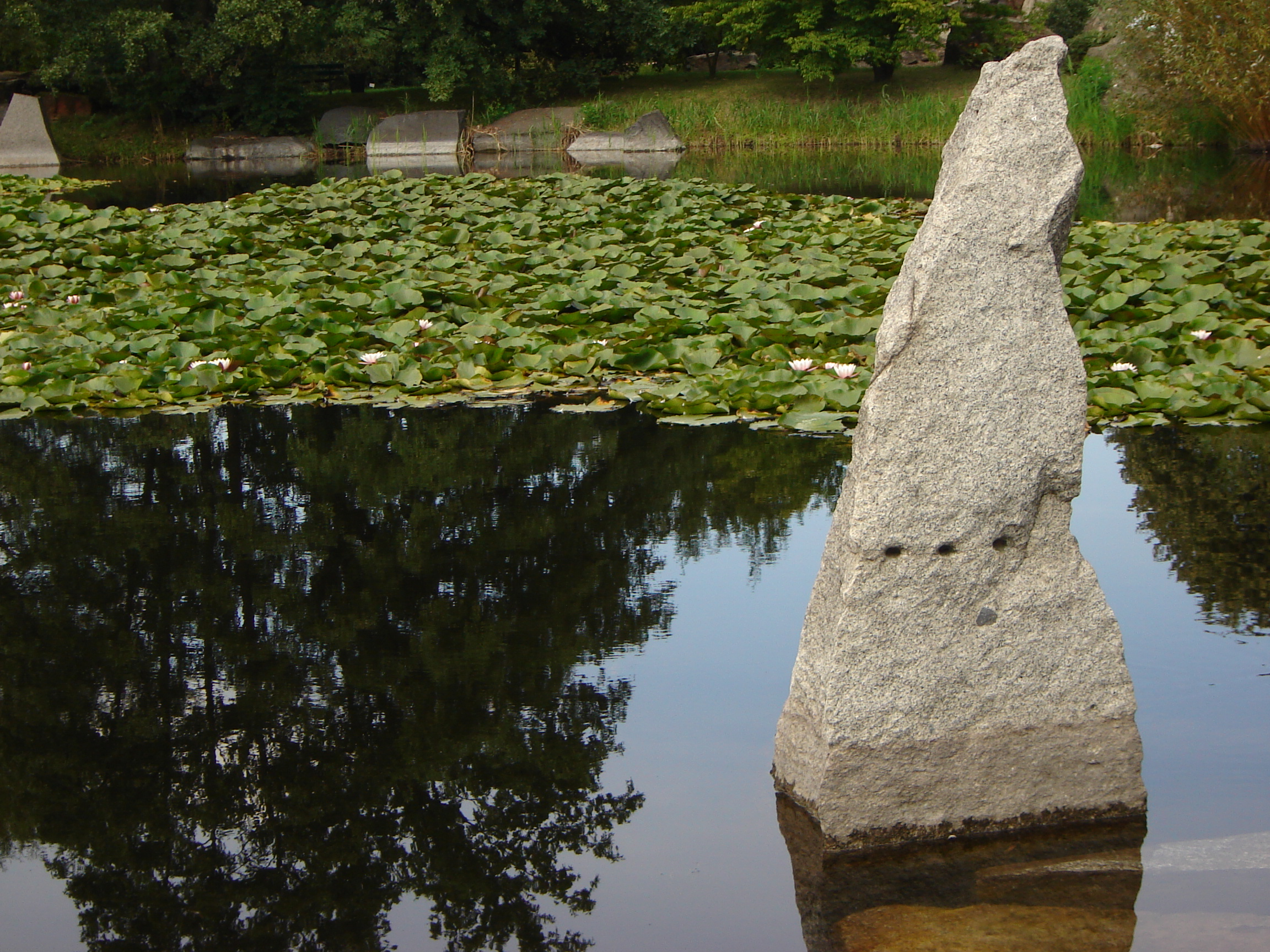
Ставок лодзького ботанічного саду '

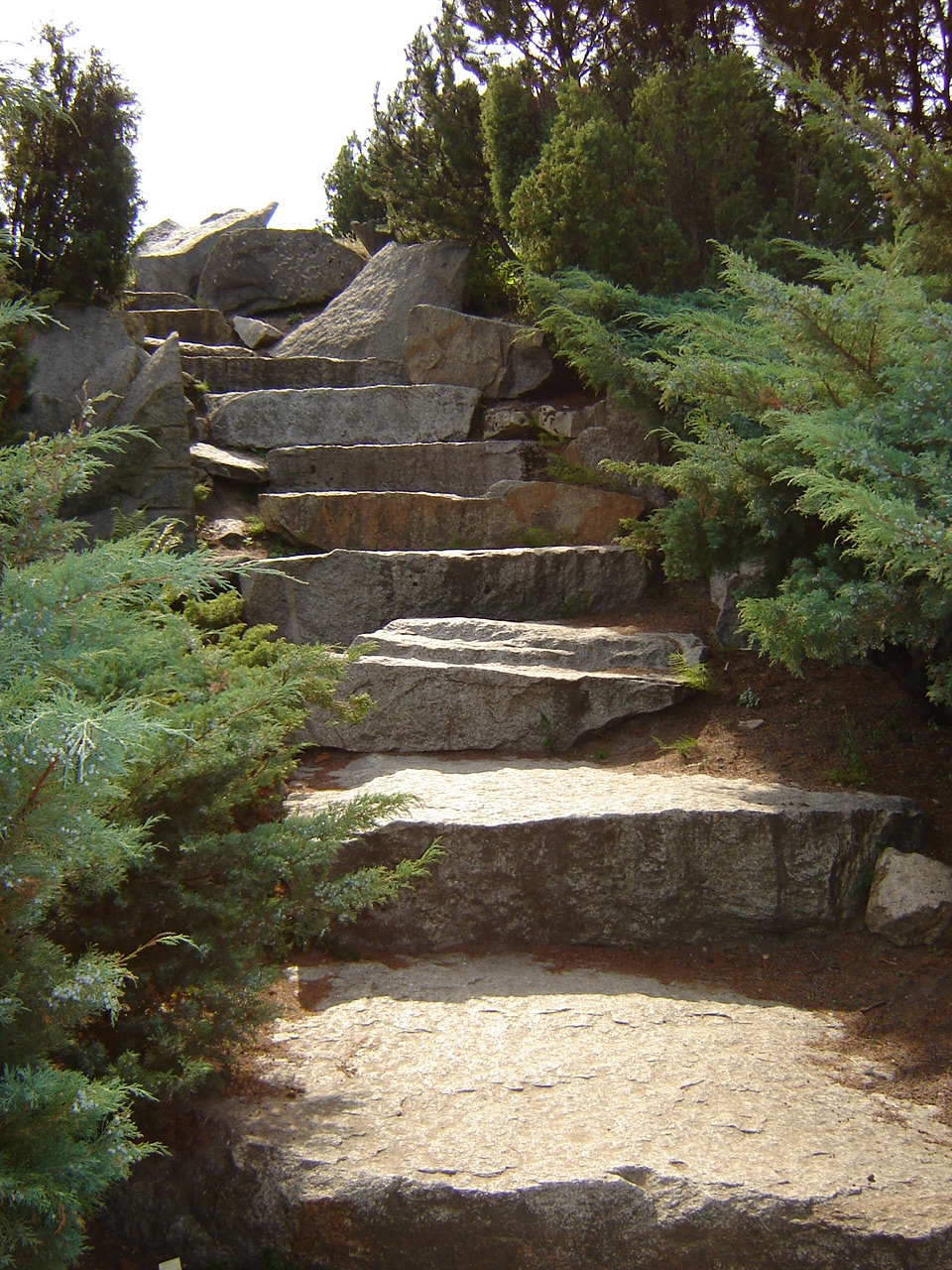
Скелі

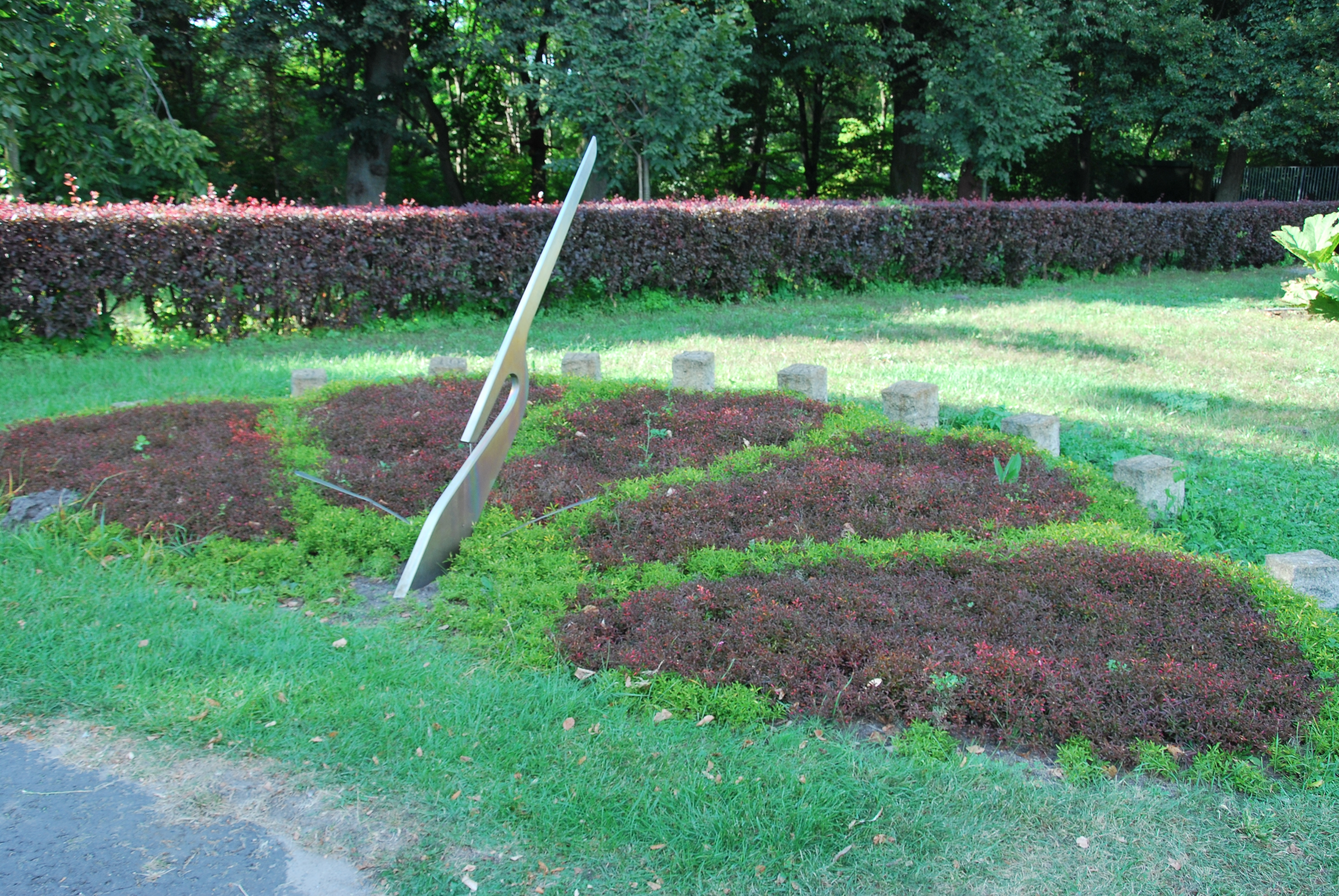
Квітковий годинник

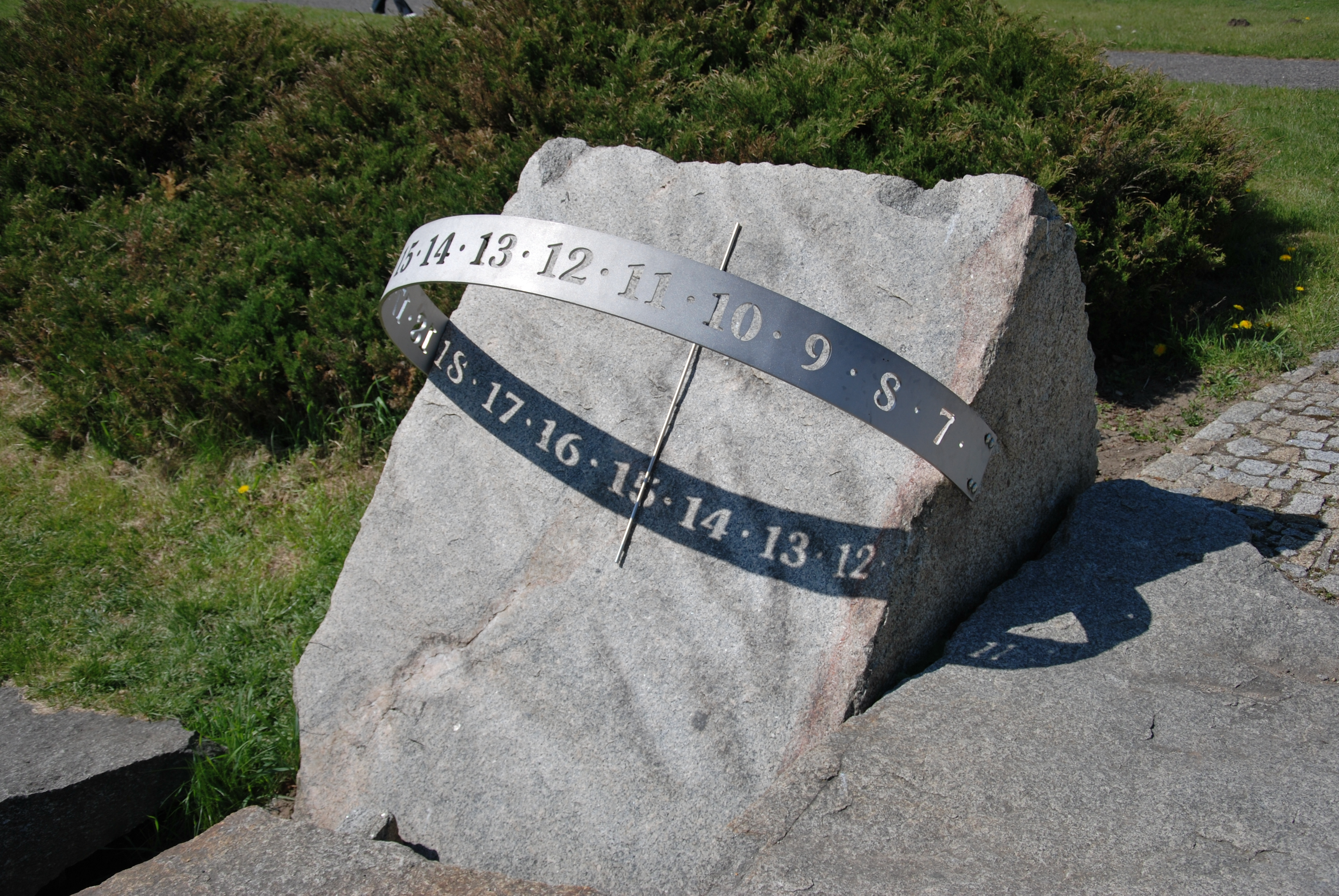
Сонячний годинник

 Лодзький ботанічний сад ім. Якуба Мовшовича  (пол. Łódzki Ogród Botaniczny) — ботанічний сад у м. Лодзь (Польща). Ботанічний сад є членом Міжнародної ради ботанічних садів з охорони рослин (BGCI) і має міжнародний код LODZ.

## Загальні відомості
Ботанічний сад був заснований у 1929 році в парку Жрудліска. Після закінчення Другої світової війни на території, прилеглої до парку здоров'я (колишнього парку імені Пілсудського) почалось створення нового ботанічного саду. У 1988 році парк названий на честь польського ботаніка Якуба Мовшовича.
Сад розташований в західній частині міста в районі Полесє по вул. Кжемєнєцькій 36/38 і відкритий щодня з 1 квітня по 31 жовтня.
Загальна площа саду складає 67 га (у тому числі ботанічний сад площею 2 га і пальмова оранжерея у парку Жрудліска),

## Історія
Проект ботанічного саду і пальмової оранжереї був включений в плани Народного парку здоров'я, які розробив в 30-х роках XX століття Стефан Роговіч. 19 вересня 1946 за ініціативою професорів Яна Мушиньського і Якуба Мовшович було виділено 1,3 га землі для ділянки лікарських рослин, яка стала ядром майбутнього ботанічного саду.
У 1947 році відбувся конкурс на найкращий проект Ботанічного саду в місті Лодзь площею 75 гектарів. Перший приз отримав проект «Флора» Владислава Нємірського і Альфонсо Зєлонко з Варшавського сільськогосподарського університету. Але проект не був реалізований.
Тільки в 1967 році почалося будівництво ботанічного саду у тому вигляді, в якім ми можемо його бачити зараз. Площа саду була вирівняна і поділена на ділянки 1 га, вириті ставки, створений альпійський сад і побудовані теплиці.
19 липня 1973 була відкрита для відвідувачів перша частина саду площею близько 20 га. Були представлені відділи: польської флори, альпійський сад, систематики трав'янистих рослин і фрагмент відділу паркових насаджень. У наступні роки поступово відкривалися нові відділи парку. Територія саду була огорожна з самого початку, але вхід в парк був безкоштовний. Платні квитки введені в другій половині 80-х років у зв'язку з численними пошкодженнями та крадіжками.
На даний момент ботанічний сад є бюджетною одиницею міста Лодзь і звітує безпосередньо до Департаменту охорони навколишнього середовища та сільського господарства.

## Відділи та колекції рослин
У ботанічному саду зібрано більше 3500 таксонів рослин, які представлені у дев'яти тематичних відділах:
- Японський сад (2 га) — розташований біля двох невеликих ставків на північному сході саду. Тут представлені рослини з Японії, Китаю та інших країн Далекого Сходу.
- Відділ систематики трав'янистих рослин (1,5 га) — розташований в північно-східній частині саду.
- Альпійський сад — гориста місцевість утворена з кам'яних блоків з звивистими доріжками. Ростуть, зокрема, сосни, тиси, карпатські дзвіночки, флокси, рододендрони, відкасник безстебловий, айва, падуб, модрина, ялівець, псевдотсуга, оморіка, ялина східна, сосна кедрова європейська.
- Відділ біології і морфології рослин (7 га) — розташований у східній частині саду. Тут росте близько 280 видів і сортів дерев і чагарників і більше 440 таксонів трав'янистих рослин,
- Колекція декоративних рослин (2,1 га) — розташована в південно-західній частині саду. Вражаючі колекції троянд, рододендронів та хвойних дерев і чагарників.
- Відділ паркового озеленення (9 га) — розташований в центральній частині саду.
- Відділ польської флори (9,2 га) — розташований в північно-західній частині саду.
- Відділ лікарських рослин — найстаріший відділ, де представлені часто непомітні рослини, з яких роблять сиропи, екстракти, есенції, настоянки і настої, такі як звіробій, хвощ, енотера дворічна, льон, суниця, базилік червонолистий, гірчак зміїний, полин гіркий, кмин і купина.
- Дендрарій — найбільший відділ саду площею 18,7 га, займає південну частину саду.